# Santa Cruz Cabrália (kommunhuvudort)
Santa Cruz Cabrália är en kommunhuvudort i Brasilien.   Den ligger i kommunen Santa Cruz Cabrália och delstaten Bahia, i den östra delen av landet, 1 000 km öster om huvudstaden Brasília. Santa Cruz Cabrália ligger 43 meter över havet och antalet invånare är 19 545.
Terrängen runt Santa Cruz Cabrália är platt. Havet är nära Santa Cruz Cabrália österut. Trakten är tätbefolkad. Närmaste större samhälle är Porto Seguro, 19,5 km söder om Santa Cruz Cabrália. 